# Short track na Zimowych Igrzyskach Olimpijskich 2006
Wyniki Short tracku rozgrywano w hali Torino Palavela na XX Zimowych Igrzyskach Olimpijskich 2006 w Turynie

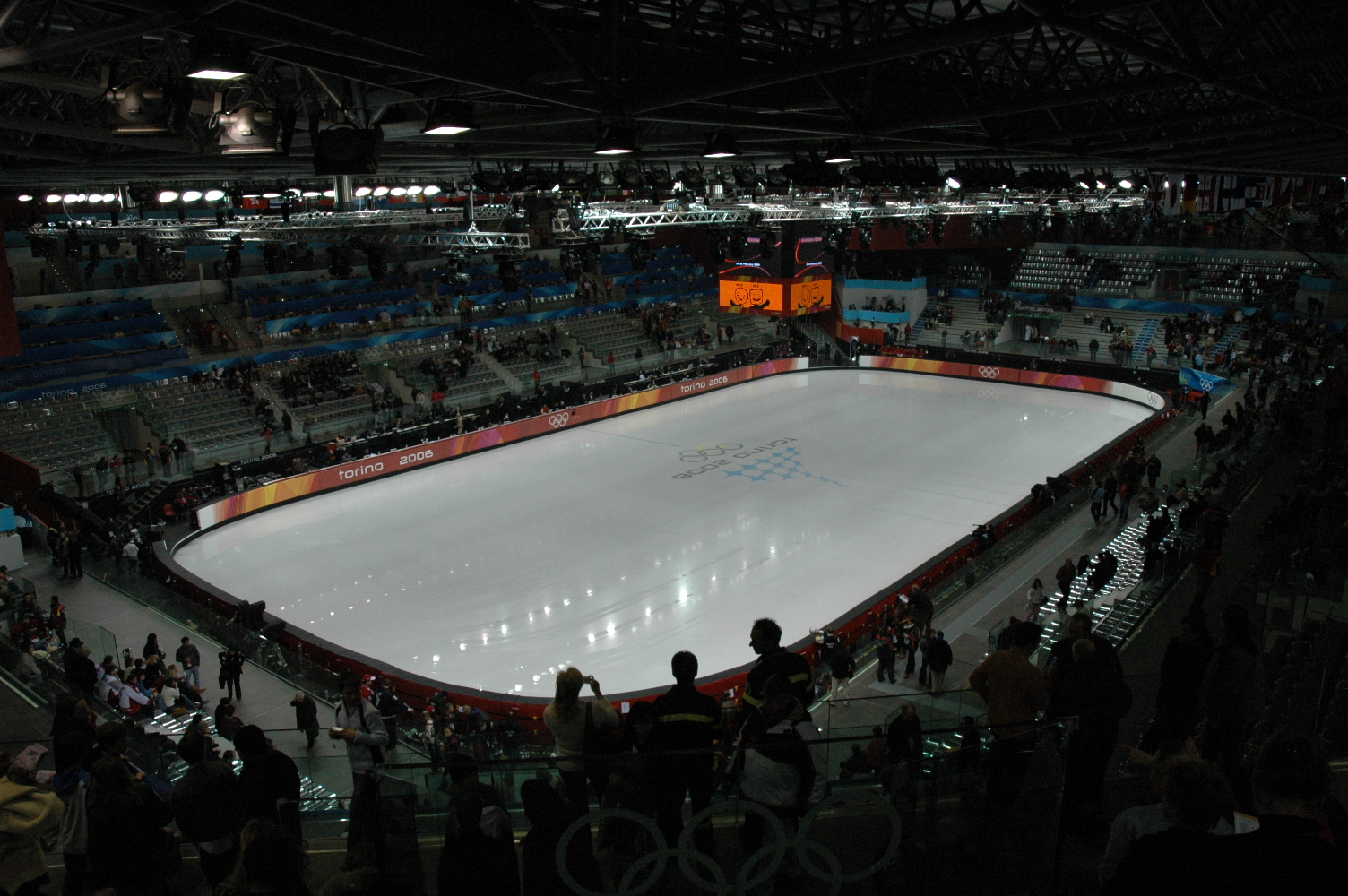
Tor na którym rozgrywano wyścigi Short track

## Mężczyźni

### 1500 m
| M | Państwo          | Zawodnik         | Czas               |
| - | ---------------- | ---------------- | ------------------ |
| 1 | Korea Południowa | Ahn Hyun-soo     | 2:25.341           |
| 2 | Korea Południowa | Lee Ho-suk       | 2:25.600           |
| 3 | Chiny            | Li Jiajun        | 2:26.005           |
| 4 | Kanada           | Charles Hamelin  | 2:26.375           |
| 5 | Węgry            | Viktor Knoch     | 2:26.806           |
| 6 | Chiny            | Li Ye            | DSQ                |
| 7 | Kanada           | Mathieu Turcotte | 2:24.558 (finał B) |
| 8 | Włochy           | Fabio Carta      | 2:24.658 (finał B) |

Data:12.02.2006

### 1000 m
| M | Państwo           | Zawodnik         | Czas     |
| - | ----------------- | ---------------- | -------- |
| 1 | Korea Południowa  | Ahn Hyun-soo     | 1:26.739 |
| 2 | Korea Południowa  | Lee Ho-suk       | 1:26.764 |
| 3 | Stany Zjednoczone | Apolo-Anton Ohno | 1:26.927 |
| 4 | Stany Zjednoczone | Rusty Smith      | 1:27.435 |
| 5 | Chiny             | Li Ye            | 1:29.918 |

Data:18.02.2006

- Finał B nie odbył się.

### 500 m
| M | Państwo           | Zawodnik                | Czas               |
| - | ----------------- | ----------------------- | ------------------ |
| 1 | Stany Zjednoczone | Apolo Anton Ohno        | 0:41.935           |
| 2 | Kanada            | François-Louis Tremblay | 0:42.002           |
| 3 | Korea Południowa  | Ahn Hyun-soo            | 0:42.089           |
| 4 | Kanada            | Éric Bédard             | 0:42.093           |
| 5 | Wielka Brytania   | John Eley               | 0:42.497           |
| 6 | Japonia           | Satoru Terao            | 0:42.377 (finał B) |
| 7 | Włochy            | Nicola Rodigari         | 0:42.398 (finał B) |

Data:25.02.2006

### Sztafeta 5000 m
| M | Państwo           | Zawodnicy                                                            | Czas               |
| - | ----------------- | -------------------------------------------------------------------- | ------------------ |
| 1 | Korea Południowa  | Ahn Hyun-soo Suk-Woo Song Seo Ho-jin Lee Ho-suk                      | 6:43.376           |
| 2 | Kanada            | Éric Bédard Charles Hamelin François-Louis Tremblay Mathieu Turcotte | 6:43.707           |
| 3 | Stany Zjednoczone | Alex Izykowski J.P. Kepka Apolo Anton Ohno Rusty Smith               | 6:47.990           |
| 4 | Włochy            | Fabio Carta Nicola Rodigari Nicola Franceschina Yuri Confortola      | 6:48.597           |
| 5 | Chiny             | Li Jiajun Li Ye Li Haonan Sui Baoku                                  | 6:53.989           |
| 6 | Australia         | Lachlan Hay Stephen Lee Mark McNee Elliot Shriane                    | 7:01.666 (finał B) |
| 7 | Niemcy            | Thomas Bauer Andre Hartwig Arian Nachbar Sebastian Praus             | 7:13.338 (finał B) |

Data:25.02.2006

## Kobiety

### 500 m
| M   | Państwo           | Zawodniczka           | Czas     |
| --- | ----------------- | --------------------- | -------- |
| 1   | Chiny             | Wang Meng             | 44,345 s |
| 2   | Bułgaria          | Ewgenija Radanowa     | 44,374 s |
| 3   | Kanada            | Anouk Leblanc-Boucher | 44,759 s |
| 4   | Kanada            | Kalyna Roberge        | 46,605 s |
| 5   | Włochy            | Marta Capurso         | 46,899 s |
| 6   | Czechy            | Katerina Nowotna      | 55,378 s |
| 7   | Stany Zjednoczone | Allison Baver         | 55,689 s |
| DSQ | Chiny             | Fu Tianyu             | –        |

Data:15.02.2006

### 1500 m
| M | Państwo          | Zawodniczka        | Czas               |
| - | ---------------- | ------------------ | ------------------ |
| 1 | Korea Południowa | Jin Sun-yu         | 2:23.494           |
| 2 | Korea Południowa | Choi Eun-kyung     | 2:24.069           |
| 3 | Chiny            | Wang Meng          | 2:24.469           |
| 4 | Węgry            | Erika Huszar       | 2:25.405           |
| 5 | Kanada           | Amanda Overland    | 2:26.495           |
| 6 | Korea Południowa | Byun Chun-sa       | DSQ                |
| 7 | Rosja            | Tatiana Borodulina | DSQ                |
| 8 | Bułgaria         | Ewgenija Radanowa  | 2:29.314 (finał B) |

Data:18.02.2006

### Sztafeta 3000m
| M | Państwo           | Zawodniczka                                                                         | Czas               |
| - | ----------------- | ----------------------------------------------------------------------------------- | ------------------ |
| 1 | Korea Południowa  | Byun Chun-sa Choi Eun-kyung Jeon Da-hye Jin Sun-yu Kang Yun-mi                      | 4:17.040           |
| 2 | Kanada            | Alanna Kraus Anouk Leblanc-Boucher Amanda Overland Kalyna Roberge Tania Vicent      | 4:17.336           |
| 3 | Włochy            | Marta Carpuso Arianna Fontana Cecillia Maffei Katia Zini Mara Zini                  | 4:20.030           |
| 4 | Stany Zjednoczone | Allison Baver Kimberly Derrick Maria Garcia Caroline Hallisey Hyo-Jung Kim          | 4:18.740 (finał B) |
| 5 | Francja           | Stéphanie Bouvier Min-Kyung Choi Myrtille Gollin Céline Lecompére Véronique Pierron | 4:18.971 (finał B) |
| 6 | Niemcy            | Tina Grassow Aika Klein Yvonne Kunze Christin Priebst Susanne Rudolph               | 4:24.896 (finał B) |
| 7 | Japonia           | Yuka Kamino Mika Osawa Chikage Tanaka Ikue Teshigawara Nobuko Yamada                | 4:35.096 (finał B) |

Data:22.02.2006

### 1000 m
| M | Państwo          | Zawodniczka      | Czas               |
| - | ---------------- | ---------------- | ------------------ |
| 1 | Korea Południowa | Jin Sun-yu       | 1:32.859           |
| 2 | Chiny            | Wang Meng        | 1:33.079           |
| 3 | Chiny            | Yang Yang (A)    | 1:33.937           |
| 4 | Kanada           | Tania Vicent     | 1:34.099 (finał B) |
| 5 | Kanada           | Amanda Overland  | 1:34.191 (finał B) |
| 6 | Kanada           | Adrianna Fontana | 1:34.269 (finał B) |
| 7 | Niemcy           | Yvonne Kunze     | 1:34.789 (finał B) |

Data:25.02.2006